# Синдром пропавшей белой женщины
Синдром пропавшей белой женщины — термин, используемый социологами и исследователями СМИ, чтобы описать несоразмерное освещение в СМИ, особенно по телевидению, случаи исчезновения молодых, белокожих и обеспеченных девушек или девочек. Такие случаи были зафиксированы в США, Канаде и Великобритании. Феномен заключается в большем внимании СМИ, которое получают случаи пропажи девушек из обеспеченных семей по сравнению со вниманием, которое СМИ уделяют исчезновениям мужчин, темнокожих женщин и представителей менее обеспеченных классов.

## Формула
Синдром выражается в простой формуле:
- пропажа/убийство + привлекательность жертвы + белый цвет кожи = внимание;
- пропажа/убийство + непривлекательность жертвы + избыточный вес + афроамериканцы/латиноамериканцы/азиаты = игнорирование.

Исследователь массовых коммуникаций профессор Кэрол Либлер приводит ещё одну формулу для расчёта «популярности» исчезновения:
Y = доход семьи х (привлекательность похищенной ÷ цвет кожи)2 + длительность похищения х присутствие в СМИ горюющих родителей3, где Y — минуты телевизионного эфира.

## История

Натали Энн Холлоуэй

Автором данного термина считается известная американская журналистка Гвен Айфил.
Термин получил широкое распространение после дела об исчезновении Натали Холлоуей, американской студентки, пропавшей в 2005 году на острове Аруба.
Чарлтон Маквейн, профессор Нью-Йоркского университета, объясняет синдром тем фактом, что белым женщинам — жертвам преступлений — отводится привилегированная роль в СМИ, что является разновидностью расовой иерархии в культуре Запада.
Хотя термин изначально использовался для описания случаев исчезновения, иногда его также используют, чтобы описать диспропорции в освещении других преступлений. Синдром пропавшей белой женщины в США привёл к неоднократному ужесточению мер по охране общественного порядка, проведённому по инициативе правых партий. Эти законопроекты были названы в честь пропавших белых женщин, которые впоследствии были обнаружены мёртвыми или ранеными.
Муди, Доррис и Блеквелл (2008) пришли к выводу, что, кроме расы и социального положения, такие факторы, как привлекательность, вес и молодость, также являются критериями, по которым СМИ решают, достойна ли новость о пропаже женщины освещения в прессе или эфирного времени. Также из исследования следует, что журналисты, освещающие новости о пропаже темнокожих женщин, больше внимания уделяют «негативному багажу» жертвы (рукоприкладствующий бойфренд или тяжёлое прошлое), в то время как новости об исчезновении белокожей женщины рассказывают о её роли примерной матери или дочери.

## Влияние на СМИ в англоязычных странах

### США
Согласно исследованию, которое сравнило новости о пропавших детях в СМИ с данными ФБР, случаи о пропаже детей-афроамериканцев существенно меньше представлены в СМИ, чем случаи о пропаже детей-неафроамериканцев. Следующее исследование показало, что пропавшие девочки — представители расовых меньшинств — наименее представленная в СМИ группа, причём со значительным отрывом.
— Пропадает девочка-блондинка и к розыскам подключается Национальная гвардия, пропадает испанка, никто даже не пошевелился.
— Не говори за всех.
— Да ладно. Ты видела что творилось когда пропала Алана Уокер?! А где жёлтые ленты, оцепление, кто ищет Консуэлу Вальдес? Кто мне говорит старая песня, если хочешь чтобы мир обратил на тебя внимание у тебя должны быть светлые волосы и голубые глаза. Не обижайся.
— Я не обижаюсь, у меня зелёные глаза.диалог из сериала C.S.I.: Место преступления Майами, эпизод «Смертельный захват»

### Канада
Согласно исследованию, опубликованному в The Law and Society Association, случаи об исчезновении девушек-индейцев получили в 27 раз меньше освещения в СМИ, чем белые женщины. Также, они получили «менее сочувствующие и менее подробные заголовки, статьи и фотографии».

### Великобритания
Ивон Джевкс, профессор криминологии Университета Лестера, приводит убийство Аманды Доулер, убийство Сары Пейн и Сохэмские убийства как пример «исключительно „достойных“ освещения в прессе новостей» о девочках из «респектабельных» семей среднего класса, чьи родители эффективно использовали новостные СМИ.
Напротив, по словам профессора, убийство на улице Дамиолы Тейлор изначально получило слабое освещение в прессе: репортёры делали акцент на уровне уличной преступности в целом и игнорировали личность жертвы. Даже когда отец убитой девочки прилетел из Нигерии в Великобританию, чтобы дать официальные заявления прессе и выступить на телевидении, уровень возмущения общественности убийством «и близко не достиг истерии, ярости и грусти, которые последовали за убийствами Сары, Милли, Холли и Джессики».